# 唐国強
唐国強（タン・グオチャン、漢字日本語読み：とう こくきょう、Tang Guoqiang、1952年5月4日 - ）は中華人民共和国出身の男優。身長182cm。
唐氏は現在、中国で一番長期にわたって活躍しているトップ俳優。約50年間に主演級の大ヒット映画・テレビドラマを連発している。
1970年に高校卒業後、青島市新劇団に入団。1978年解放軍八一映画製作所に転職。1979年に主演した「小花」で文化部青年優秀作品賞や電視十佳演員（テレビベスト10の役者）に選ばれるなど賞を総なめにする。
李世民や雍正帝など多くの皇帝を演じるなど国民的な俳優として定着している。日本では1990年に諸葛亮役で出演したテレビドラマ『三国志演義』が、NHKの衛星放送で放送されたことによって、知られている。

## 出演

### 映画
- 戦場の花
- 不滅の星
- 戦場に捧げる花
- 建国大業 (2009) ：毛沢東
- 香山の春1949 (2019) ※2020東京・中国映画週間で上映
- 1950 鋼の第7中隊 (2021) ：毛沢東
- 志願軍 〜雄兵出撃〜 (2023) ※2024東京・中国映画週間で上映

### テレビドラマ
- 三国志演義 (1994) ：諸葛亮
- 東周列国 春秋篇 (1997) ：鄭荘公
- 水滸伝 永遠なる梁山泊 (1998) ：蘇軾
- 雍正王朝 (1999) ：雍正帝
- 毛沢東 万里の長征（中国語版） (2001) ：毛沢東
- 大唐情史 (2001、日本未公開) ：李世民
- 江山風雨情（中国語版）（2003年）：ホンタイジ
- 永楽英雄伝 (2004) ：建文帝
- ダルツェンド情歌 (2004) ：木雅曲登
- 大敦煌 (2006) ：李元昊
- 封神演義 (2006) ：元始天尊
- 貞観長歌 (2007、日本未公開) ：李世民
- 鄭和下西洋 (2009、日本未公開) ：永楽帝
- 封神演義～逆襲の妲己～（中国語版） (2009) ：元始天尊
- 万暦首輔張居正 (2010、日本未公開) ：張居正
- 武則天秘史（中国語版）(2011) ：李世民
- フビライ・ハン (2013) ：チンギス・ハン
- 毛沢東 (2013、日本未公開) ：毛沢東
- 舞楽伝奇～遥かなる旅路～（中国語版） (2013)：唐徳宗
- 袁崇煥 (2018、日本未公開) ：銭龍錫
- 跨過鴨緑江 (2020、日本未公開)

## 参考資料
- 百度百科「唐国強」
- 唐国強の経歴